# J.R.R. Tolkien
John Ronald Reuel Tolkien [ˈtɒlkiːn], född 3 januari 1892 i Bloemfontein, Oranjefristaten (i nuvarande Sydafrika), död 2 september 1973 i Bournemouth, Dorset, Storbritannien, var en brittisk författare, filolog och universitetsprofessor, mest känd som författare till fantasyromanerna The Lord of the Rings, på svenska mest känd som Sagan om ringen. (I äldre svensk översättning Härskarringen, och i nyöversättning 2004–2005 Ringarnas Herre.) Han skrev även Bilbo och Silmarillion. Tolkien var professor i fornengelska (anglosaxiska, Old English) vid universitetet i Oxford 1925–1945 och i English language and literature 1945–1959. Han var troende katolik och gick ofta i kyrkan. Tolkien var mycket nära vän med C.S. Lewis; de var båda medlemmar i den litterära diskussionsklubben The Inklings. 
Tolkien föddes i Oranjefristaten (nuvarande Fristatsprovinsen i Sydafrika) år 1892. Föräldrarna, Arthur och Mabel, var båda från England men hade flyttat till Sydafrika eftersom fadern, som var bankanställd, såg möjligheterna till avancemang som större där. År 1895, när Ronald (som pojken kallades) var tre år, fick han en lillebror. Mabel födde då ännu en pojke som fick namnet Hilary Arthur Reuel. År 1895 reste han med sin mor Mabel och sin yngre bror Hilary till England för att hälsa på släktingar i Birmingham. Fadern skulle komma efter senare, men dog den 15 februari 1896. Mabel och pojkarna åkte aldrig tillbaka till Sydafrika, utan stannade kvar i England. Som barn gick Tolkien på King Edward's School i Birmingham. Den 14 november 1904 dog Mabel. Då var Tolkien tolv år gammal.
Tolkien studerade engelska och engelsk litteratur vid universitetet i Oxford, med inriktning på filologi. Han var signalofficer med löjtnants grad i den brittiska armén under första världskriget, och deltog bland annat i slaget vid Somme. Han drabbades av skyttegravsfeber i slutet av 1916 och tillbringade återstoden av kriget i England. Under tiden på hemmafronten påbörjade han arbetet på sitt legendarium, som skulle komma att se tryck först fyra år efter hans död, i boken Silmarillion år 1977.
År 1924 blev Tolkien utnämnd till docent i engelska vid universitetet i Leeds, och år 1925 blev han professor i anglosaxiska i Oxford. Han var nära vän med författaren C.S. Lewis. I början av 1930-talet började han skriva på berättelsen Bilbo – En hobbits äventyr. Berättelsen upptäcktes av förlaget Allen & Unwin, som publicerade den år 1937. Samma år påbörjade han arbetet med en uppföljare till Bilbo. År 1945 blev Tolkien professor i engelska och i engelsk litteratur vid Merton College i Oxford. Uppföljaren till Bilbo fick namnet Sagan om ringen och publicerades i tre delar av Allen & Unwin mellan 1954 och 1955. Sagan om ringen blev en succé och något av en kultbok på amerikanska college under 1960-talet.
År 1972 utnämndes Tolkien till hedersprofessor i litteratur vid Oxfords universitet för sina bidrag på filologins område, och år 1973 tilldelades han Brittiska imperieorden. J.R.R. Tolkien avled av akut blödande magsår den 2 september 1973, vid 81 års ålder.
Efter hans död publicerade Tolkiens son Christopher en serie verk baserade på faderns omfattande anteckningar och opublicerade manuskript, däribland Silmarillion. Dessa, tillsammans med Bilbo och Sagan om ringen, bildade en sammanhängande samling berättelser, dikter, fiktiva historier, påhittade språk och litterära essäer om en fantasivärld vid namn Arda och Midgård i den. Mellan 1951 och 1955 använde Tolkien benämningen legendarium för merparten av dessa skrifter.
Medan många andra författare hade publicerat fantasyverk före Tolkien, ledde den stora framgången med Bilbo och Sagan om ringen när de publicerades i pocket i USA, direkt till en populärt återuppvaknande av genren. Detta har orsakat att Tolkien populärt identifieras som "fadern" av den moderna fantasylitteraturen – eller, mer exakt, av high fantasy. Tolkiens skrifter har inspirerat många andra fantasyverk och har haft en bestående effekt på hela området. År 2008 rankade The Times honom på en sjätte plats över listan över "de 50 största brittiska författarna sedan 1945". Forbes rankade honom den 5:e mest inkomstbringande döda kändisen år 2009.

## Biografi

### Bakgrund
Släkten Tolkien kom ursprungligen från Sachsen.[källa behövs] Den saxiska formen av namnet var Tollkiehn, vilket betyder ’dumdristig’ (tollkühn).[källa behövs] Släkten Tolkien immigrerade emellertid till England under första hälften av 1700-talet, och blev snabbt ”intensivt engelsk”. Tolkiens farfar, John Benjamin Tolkien (1807–1896), försörjde sig som pianotillverkare i Birmingham, men hans firma gick i konkurs. Tolkiens far, Arthur Reuel Tolkien (1857–1896), måste därför hitta någon annan försörjning. Han jobbade på Lloyds bank i Birmingham, men hade svårt att göra karriär där. När han fick ett erbjudande om arbete i Bank of Africa i Sydafrika tackade han därför ja och flyttade dit.
Tolkiens mor var Mabel Suffield (1870–1904). Familjen Suffield har sina rötter i staden Evesham i Worcestershire. Mabels far, John Suffield (1833–1930), ägde en manufakturaffär i Birmingham. Firman gick dock i konkurs, och John försörjde sig resten av livet som kringresande försäljare för Jeyes desinfektionsmedel. Sitt efternamn till trots identifierade Tolkien sig mer med släkten Suffield och dess hemlandskap, Worcestershire.
Arthur Tolkien och Mabel Suffield förlovades när Mabel var arton år gammal. I slutet av år 1890 fick Arthur tjänsten som bankdirektör vid Bank of Africas kontor i Bloemfontein i Oranjefristaten (nuvarande Fristatsprovinsen). Mabel kom till Sydafrika i april 1891, och Arthur och Mabel gifte sig i katedralen i Kapstaden den 16 april.

### Barndom

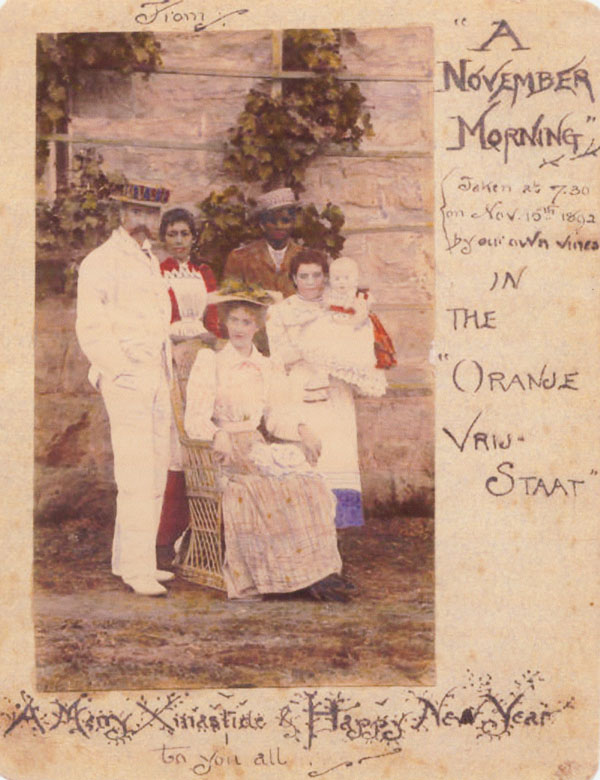
Familjen Tolkien i Bloemfontein 1892. Från vänster: Arthur, en tjänare, Mabel (sittande), Isaac, barnsköterskan och Ronald. Julkort skickat till släktingar i Birmingham, England.

John Ronald Reuel Tolkien föddes i Bloemfontein den 3 januari 1892. Namnen John och Reuel fanns i Tolkiensläkten sedan tidigare, medan Ronald var nytt och Mabels förslag. Hans släktingar (och senare hans hustru) kallade honom Ronald. Några av hans nära vänner och skolkamrater kallade honom John Ronald, och hans vänner vid vuxen ålder nämnde honom (som brukligt var) vid efternamn, eller med smeknamnet Tollers. Tolkiens yngre bror Hilary Arthur Reuel föddes den 17 februari 1894.
En dag kidnappade familjens mörkhyade tjänare Isaac den nyfödde Tolkien för att visa upp honom för sin kraal. Uppståndelsen i huset blev stor, men Isaac blev inte avskedad. Av tacksamhet för detta gav han sin nyfödde son namnet Isaak Mister Tolkien Victor (Victor efter drottning Victoria). En annan gång blev Tolkien biten av en tarantel. (Vissa har förknippat denna händelse med det faktum att onda spindlar vid ett antal tillfällen förekommer i Tolkiens verk; Tolkien kunde själv inte minnas händelsen vid vuxen ålder och hade inget emot spindlar.) Tolkien trivdes inte i det varma klimatet, och var ofta sjuk. I april 1895 reste Mabel och hennes två söner till Storbritannien; Arthur var tvungen att arbeta, men skulle komma efter senare. Mabel och barnen bodde hos hennes föräldrar, och klimatombytet gjorde Tolkien gott. Arthur drabbades dock av reumatisk feber på hösten, och dog i Bloemfontein den 17 februari 1896.

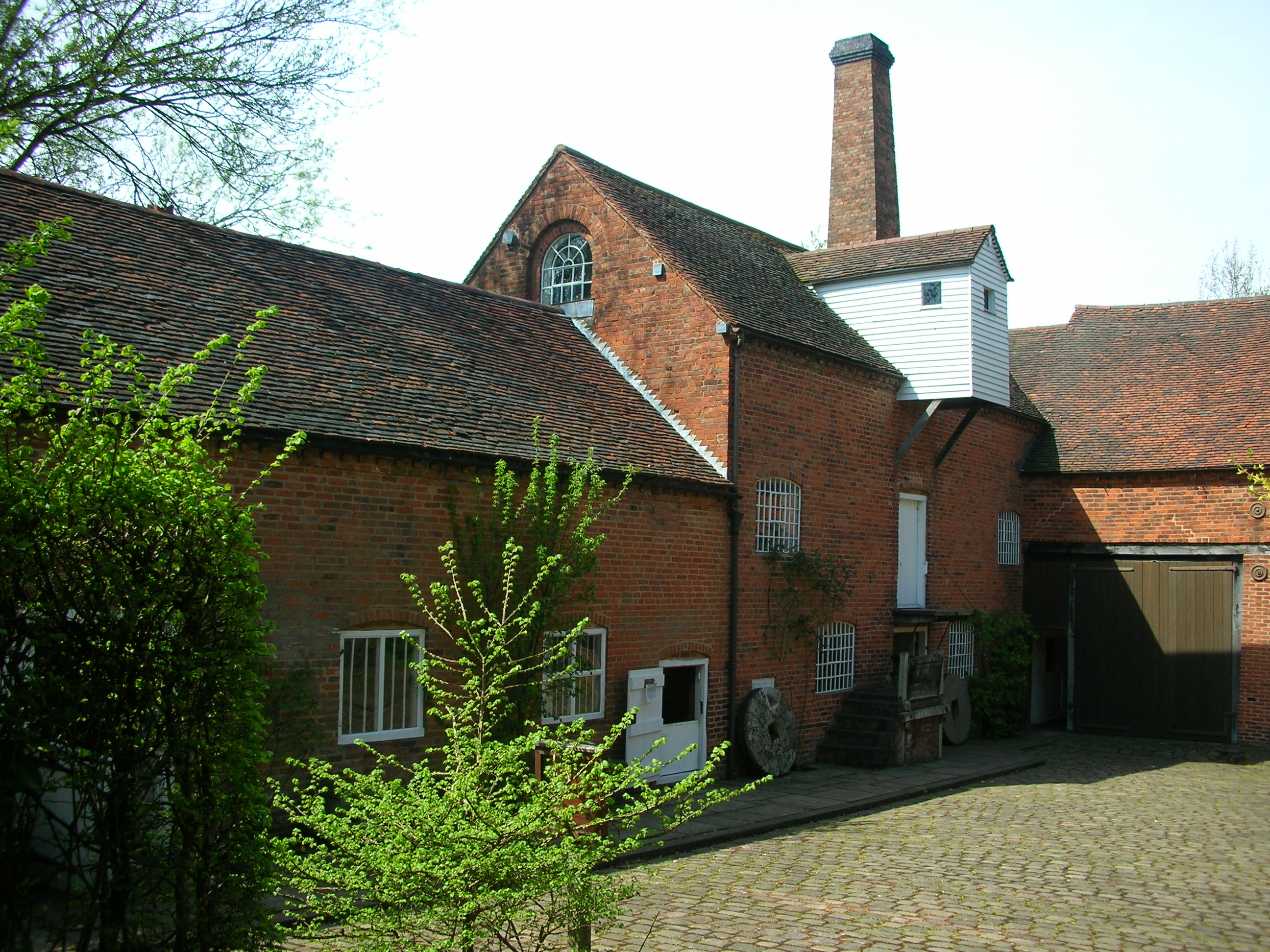
Sarehole Mill

Mabel bodde kvar i England med sina två söner. Sommaren 1896 flyttade de till den lilla byn Sarehole, en dryg kilometer söder om Birmingham. Tolkien utforskade Warwickshires landsbygd tillsammans med sin lillebror. De fascinerades av kvarnen Sarehole Mill, där man malt säd i trehundra år. Han blev jagad av en arg bonde som upptäckte honom när han plockade svamp på bondens ägor. Tolkien undervisades hemma av sin mor, som tidigt lärde honom grunderna i latin, vilket intresserade honom. Franska var däremot inte lika intressant. Mabel försökte också lära Tolkien att spela piano, men utan större framgång; däremot tecknade han bra. Han läste många sagoböcker: han gillade inte Skattkammarön, Råttfångaren i Hameln och H.C. Andersens sagor. Han tyckte däremot om Alice i Underlandet, indianböcker, George MacDonalds Curdie-böcker och i synnerhet Andrew Langs sagoböcker, särskilt Den röda sagoboken.
Hösten 1899 sökte Tolkien in till skolan King Edward's School i Birmingham, men kom inte in. Nästa år sökte han igen, och kom in. En farbror betalade skolavgiften, och Tolkien började skolan i september 1900. Till en början trivdes han dåligt i King Edward's School och var ofta sjuk, men efter ett tag vande han sig vid skolan och trivdes bättre. I juni 1900 konverterade Mabel till katolicismen. Detta förargade stora delar av släkten. Mabels svåger Walter Incledon hade tidigare hjälpt Mabel med visst ekonomiskt stöd, men detta stöd upphörde vid hennes konvertering. Fördömandena från släktingar och de osäkra ekonomiska förhållandena tog hårt på Mabel och hennes hälsa.
När Tolkien började i skolan inne i staden kunde familjen inte längre bo kvar på landet. I slutet av 1900 flyttade de till ett litet hus i Birminghams förstad Moseley. Tolkien tyckte att Moseley var avskyvärt. Året därpå flyttade de till ett hus vid järnvägsstationen King's Heath Station; i närheten låg den katolska kyrkan St Dunstan. På de tågvagnar som passerade King's Heath kunde Tolkien läsa namn på orter i Wales, och han blev nyfiken på det walesiska språket. Senare i hans barndom reste han till Wales, och tyckte att namnen på stationerna som for förbi var spännande.
Mabel trivdes inte i huset vid King's Heath och i St Dunstans kyrka. I början av 1902 flyttade familjen till Oliver Road 26 i förstaden Edgbaston, där den katolska Oratoriekyrkan låg. Till kyrkan hörde skolan St Philip's, där Tolkien och hans bror började. Kyrkans församlingspräst hette Francis Xavier Morgan. Fader Francis blev med tiden en nära vän till familjen. Undervisningen i St Philip's höll en lägre nivå än den vid King Edward's. Hösten 1903 fick Tolkien ett stipendium och började åter på King Edward's. Nu fick han läsa grekiska, om vilket han senare skrev: ”Ledigheten i grekiska språket, framhävd av en fast grund under den glittrande ytan fängslade mig. Men lockelsen låg till en del i själva antiken och dess artfrämmande avstånd (från mig) : språket gick inte hem.” Han fick också läsa engelsk litteratur, däribland Shakespeares skådespel, som han inte gillade. Shakespeare blev dock senare en inspirationskälla till Tolkiens skapelse enterna: 
| ”                       | Deras del i berättelsen har, tror jag, sitt ursprung i min bittra besvikelse under skoltiden över Shakespeares torftiga användning av ”stora Birnams skogs ankomst till Dunsanines kulle”: jag längtade efter att få skapa en miljö där träden verkligen kunde marschera ut i krig. | „ |
| – J.R.R. Tolkien (1955) | |   |

Mabels hälsa sviktade. I april 1904 lades hon in på sjukhus och diagnosticerades som diabetiker. Tolkien fick bo hos sin moster Jane Neave och hennes make Edward i Hove, medan hans bror flyttade in hos deras morföräldrar. Till sommaren var Mabel tillräckligt bra för att lämna sjukhuset. Hon och pojkarna flyttade till en stuga i byn Rednal utanför Birmingham som ägdes av Oratoriekyrkan. Lantluften gjorde dem alla tre gott. När Tolkien började i skolan igen på hösten bodde familjen kvar i Rednal, och han fick gå en lång väg till skolan varje dag. I november blev Mabel åter sämre, och hamnade i en djup diabeteskoma. Hon dog den 14 november 1904.

### Ungdom
Mabel hade i sitt testamente utsett fader Francis Morgan till pojkarnas förmyndare. Fader Francis var en generös och tillgiven förmyndare. Några veckor efter Mabels död hyrde han in pojkarna i ett ledigt rum hos deras ingifta moster Beatrice Sheffield i Birmingham. På King Edward's lärde Tolkien känna Christopher Wiseman, som han skulle förbli nära vän med genom hela skolan. Tolkien kom med i skolans rugbylag. Han läste latin och grekiska, och fick också upp ögonen för filologin, läran om språkens bakgrund. Upptäckten av anglosaxiskan gjorde honom ännu mer intresserad av filologi. Genom anglosaxiskan upptäckte han också flera gamla engelska diktverk, såsom Beowulf, Sir Gawain och den gröne riddaren och Pärlan. Han intresserade sig också för isländska.
Tolkiens språkintresse tog sig också uttryck i försöken att komponera egna språk. Hans kusiner Mary och Marjorie Incledon hade uppfunnit ett språk som de kallade ”animalic”, ’djuriska’. Animalic var ett språk som var uppbyggt främst av namnen på olika djur. Till exempel betydde ”hund näktergal hackspett fyrtio” ’du är en åsna’. Tolkien roades av språket och lärde sig animalic. Senare skapade Tolkien och Mary Incledon språket ”nevbosh”, vilket betyder ’nytt nonsens’. Ett exempel på nevbosh är följande limerick:
| ”                                            | Dar fys ma vel gom palt 'Hoc Pys go iskili far maino woc? Pro si go fys do roc de Do cat ym maino bocte De volt fact soc ma taimful gyroc! På svenska: En bondgubbe sade: Månntro, hur skall jag forsla min ko? Fast korgen den rymmer den är ett bekymmer den spjärnar emot, må ni tro. | „ |
| – översättning från engelska av Åke Ohlmarks | |   |

Tolkien utvecklade också språket ”naffarin”, som var starkt influerat av spanska, och när han upptäckte och utforskade gotiskan roade han sig med att fylla ut luckorna i det gotiska språket med egenkomponerade ord. Han utvecklade också ett fiktivt historiskt germanskt språk, som gotiskan skulle ha härstammat ifrån.
I början av 1908 flyttade Tolkien och hans bror in hos mrs Faulkner på Duchesse Road 37. Inneboende där var också Edith Bratt. Ediths mor, som hade uppfostrat henne själv, hade dött fem år tidigare. Edith var född den 21 januari 1889. Hon hade fått en utbildning på internatskola och var mycket bra på piano. Edith Bratt och J.R.R. Tolkien fattade snabbt tycke för varandra. Sommaren 1909 bestämde de sig för att de var kära. De gick på konditorier och företog cykelturer tillsammans. När Tolkiens förmyndare fader Francis fick reda på förhållandet blev han orolig att det skulle förhindra Tolkien från arbetet med att få stipendium och kunna studera i Oxford. Han ordnade så att han fick flytta från huset där Edith bodde och förbjöd honom att fortsätta förhållandet. Edith och Tolkien träffades dock i smyg. När Francis upptäckte detta hotade han att ta Tolkien ur skolan om de träffades igen innan Tolkien var myndig, det vill säga 21 år gammal, om tre år. Den 2 mars 1910 flyttade Edith Bratt från Birmingham till Cheltenham, för att där bo hos en äldre advokat och hans hustru.
Skolbiblioteket på King Edward's sköttes i teorin av en lärare, men i praktiken sköttes det av några äldre elever som fick titeln bibliotekarie. År 1911 var Tolkien bibliotekarie, tillsammans med sina vänner Christopher Wiseman och R.Q. Gilson och några till elever. De brukade dricka te i biblioteket och diskutera litteratur. När sommaren kom tog de för vana att träffas och dricka te och diskutera i Barrow's Stores. Tolkien, Wiseman och Gilson kallade sin lilla diskussionsklubb för T.C.B.S., som stod för ”Tea Club Barrow's Stores”. Senare tillkom även Geoffrey Bache Smith. T.C.B.S. bidrog till att väcka Tolkiens intresse för poesi.

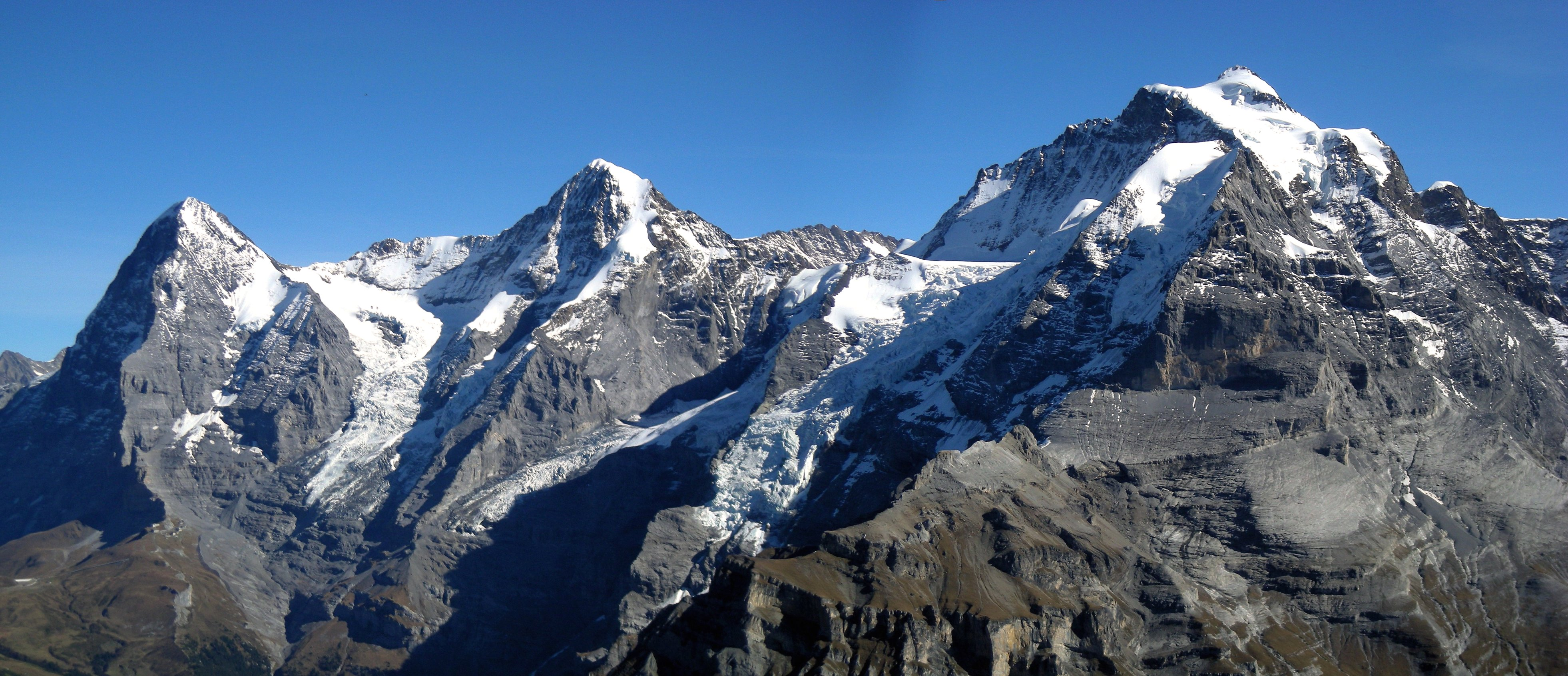
Eiger, Mönch och Jungfrau

Hösten 1909 sökte Tolkien ett stipendium vid Oxfords universitet, men fick det inte. I december 1910 sökte han igen. Denna gång fick han stipendium, och med ekonomiskt stöd från fader Francis skulle han ha råd att börja studera i Oxford hösten 1911. Sommaren 1911 reste han till Schweiz i ett sällskap på tolv personer, där bland andra hans bror Hilary, makarna Brooker–Smith (på vars bondgård Hilary arbetade) och deras moster Jane Neave (som nu var änka) ingick. De fotvandrade från Interlaken förbi Lauterbrunnen och Mürren till Lauterbrunnendalens huvud. Därifrån fortsatte de genom bergspassen Grosse och Kleine Scheidegg, med topparna Eiger och Mönch på sin högra sida, förbi Grindelwald och anlände i Meiringen. Där gav åsynen av berget Jungfrau inspiration till bergstoppen Celebdil i Dimmiga bergen i Sagan om ringen. Sällskapet vandrade vidare från Meiringen genom Grimsellpasset längs floden Rhône till staden Brig. När sällskapet vandrade upp på Aletschglaciären var det en varm dag, vilket gjorde att snön smälte och stenar ”i storlek från en apelsin till en fotboll och några betydligt större” sattes i rullning. En stor bumling passerade i hög hastighet mitt emellan Tolkien och den äldre lärarinna som gick framför honom. Denna episod, och en natt när sällskapet gick vilse och tvingades söka skydd från ett åskoväder i en fäbod, inspirerade till händelser i Tolkiens bok Bilbo – En hobbits äventyr. Sällskapet fortsatte till Valais och Zermatt, och såg Matterhorns svarta topp på några kilometers avstånd. Innan de reste hem köpte Tolkien ett vykort som föreställde Der Berggeist ('Bergsanden'), en vitskäggig man med vidbrättad hatt som sitter på en klippa och matar en hjortkalv, med bergen i bakgrunden. På omslaget som han förvarade kortet i skrev han ”Förebild till Gandalf”.

### Oxford
Hösten 1911 började Tolkien vid Exeter College i Oxford, där han läste klassisk litteratur och klassiska språk. Under Tolkiens första två terminer hade Exeter College ingen fast anställd lärare i dessa ämnen, och han började ligga på latsidan. Som huvudämne hade han dock valt jämförande språkforskning, där han fick undervisning av Joseph Wright. Wright inspirerade Tolkien att jobba med sina studier i jämförande språkforskning. Han uppmuntrade också Tolkiens intresse för walesiskan. Under de första terminerna i Oxford upptäckte Tolkien diktverket Kalevala, och därigenom finskan. Språket kom att inspirera honom till att börja utveckla ännu ett eget språk, som senare skulle komma att bli quenya. Han utvecklade sitt barndomsintresse för att teckna och måla, spelade rugby, intresserade sig för handskrift och kalligrafi, och deltog i och startade flera diskussionsklubbar. Under sina första terminer vid Exeter college skaffade han också ett antal dyra och lättjefulla vanor. Han deltog i allehanda upptåg, han började röka pipa och cigaretter, han stannade gärna uppe länge om kvällarna och han försummade till en del både kyrkan och studierna. Under sommarferien 1912 var han förlagd vid kavalleriregementet King Edward's Horse.
Den 3 januari 1913 fyllde Tolkien 21 år och blev myndig. Han återupptog då kontakten med Edith och skrev ett brev där han förklarade sin kärlek till henne, men fick svaret att hon förlovat sig med George Field. Fem dagar senare reste han till Edith i Cheltenham. Han lyckades övertala henne att slå upp förlovningen med George Field och gifta sig med honom i stället. Edith, som tillhörde engelska statskyrkan, konverterade den 8 januari 1914 motvilligt till katolicismen för att Tolkiens kyrka skulle välsigna deras äktenskap. När hon berättade om sitt beslut för ”farbror Jessop”, som hon bodde hos i Cheltenham och som ogillade katolicismen, bad han henne att flytta så fort hon hittat ett nytt ställe att bo på. Edith flyttade till Warwick tillsammans med sin kusin Jennie Grove.
I februari 1913 skrev Tolkien tentamen Honour Moderations, där han fick näst högsta betyg på en skala från ett till fyra; av den som, likt Tolkien, hade planer på en akademisk karriär förväntades högsta betyg. Han skrev dock ett praktiskt taget felfritt prov i sitt huvudämne, jämförande språkforskning, vilket fick rektorn för Exeter college att föreslå att Tolkien skulle byta från klassisk litteratur och klassiska språk till engelsk litteratur och engelska språk. Tolkien nappade, och sommarterminen 1913 började han vid The Honour School of English Language and Literature, med inriktning på lingvistik. Han fick läsa fornengelska, medelengelska och filologi. Hans intresse för isländskan utvidgades när han upptäckte den poetiska och den prosaiska Eddan. I det anglosaxiska diktverket Crist av Cynewulf stötte han på några rader som gjorde djupt intryck på honom:
| ”                                             | Eala Earendel engla beorhtast ofer middangeard monnum sended. På svenska: Hell, Eärendil, ljusaste av änglar över Midgård sänd till människan. | „ |
| – översättning från engelska av Disa Törngren | |   |

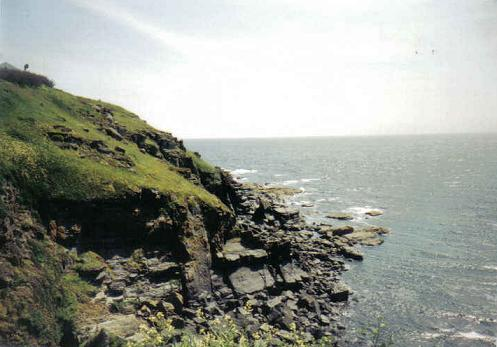
Halvön The Lizard i Cornwall

Det anglosaxiska ordet ”Earendel” översätts i lexikonet till ’ett skinande ljus, stråle’, men Tolkien tydde det i det här sammanhanget till att syfta på Johannes Döparen, och han trodde att ordet ursprungligen hade varit namnet på Morgonstjärnan, Venus. Våren 1914 vann han Skeatpriset i engelska vid sitt college. För prissumman på fem pund köpte han några böcker av författaren William Morris, bland annat The House of the Wolfings. Morris böcker, som var inspirerade av de gamla engelska och isländska sagorna, gjorde intryck på Tolkien. Sommaren 1913 eskorterade han en mexikansk familj vid ett besök till Paris och badorten Dinard i Bretagne. Resan gjorde dåligt intryck på Tolkien, som hade ogillat Frankrike redan innan. Det blev inte bättre av att en av de damer han skulle eskortera blev påkörd av en bil och senare avled av skadorna. Sommaren 1914 reste Tolkien till halvön The Lizard i Cornwall, där han imponerades av den dramatiska naturen, som stimulerade hans fantasi. I slutet av sommaren skrev han en dikt som skulle komma att bli starten på skapandet av hans legendarium, ”Eärendils resa till Aftonstjärnan”, och som började med dessa rader:
| ”                           | Eärendel steg fram över havsvågors kam i mörkret vid Midgårds rand. Från Nattens hus som en stråle av ljus över bränningens gryningsland | „ |
| – översättning Åke Ohlmarks | |   |

### Första världskriget
I augusti 1914 bröt första världskriget ut. Tolkien valde dock inte att gå med i armén på en gång, utan att först göra klart sina studier. Han studerade emellertid vid Officers' Training Corps parallellt med sina sista terminer i Oxford. Han skrev till Edith och berättade att han trivdes med detta dubbla liv och med exerciserna. Under sina sista terminer i Oxford började Tolkien skriva mer poesi, och han arbetade också vidare på sitt fiktiva språk quenya. Under denna tid skrev han bland annat dikterna ”Mångubben ute för tidigt” (som senare kom att bli en av dikterna i Tom Bombadills äventyr, 1962) och ”Goblin Feet”. Tolkien började känna att han ville skriva dikter som hängde ihop i ett större sammanhang. Han började betrakta sig själv mer som en upptäckare av svunna legender och förlorade berättelser, än som en författare. Han kände också att det språk han utvecklat behövde en bakgrund, en historia. Han ville veta vem som talade det. Han kom fram till att quenya var det språk som talades av de alver som Eärendil såg på sin resa, innan hans skepp förvandlades till aftonstjärnan.
Sommaren 1915 skrev Tolkien sin sista tentamen i engelsk litteratur och gick ut som master of arts med högsta betyg. I juli blev han placerad som underlöjtnant vid Lancashirefusiljärerna. Han trivdes dåligt med armélivet och dess ständiga plutonförflyttningar, skyttegravsexerciser och obekväma levnadsförhållanden. Han bestämde sig 1916 för att utbilda sig i signalering, och fick bland annat lära sig morsealfabetet, att signalera med signalflaggor och signalvimplar, och att handskas med brevduvor. Han blev utnämnd till signalofficer vid en bataljon. Edith och han kände hur överskeppningen till Frankrike närmade sig, och de bestämde sig för att gifta sig innan dess. De vigdes onsdagen den 22 mars 1916 i den katolska kyrkan i Warwick.
Den 4 juni 1916 skeppades Tolkien över till Frankrike. Han kom till Calais den 6 juni och blev placerad i elfte bataljonen i ett basläger i Étaples. Efter ungefär tre veckor i Étaples blev bataljonen beordrad till fronten i Somme. Den 1 juli gick brittiska trupper till offensiv mot tyskarnas linjer; Tolkiens bataljon stannade kvar som reserver. Anfallet gick dåligt. Man misslyckades med att forcera tyskarnas taggtråd och led efter led mejades ned av tyskarnas maskingevärseld. Under första dagen av slaget vid Somme stupade 20 000 allierade soldater. Den 14 juli skickades kompani B i Lancashirefusiljärerna, där Tolkien ingick, ned i skyttegravarna. Tolkien klarade sig utan att såras, men han skulle aldrig glömma tiden i gravarna. Två av hans närmaste vänner från T.C.B.S., R.Q. Gilson och G.B. Smith, och då alla utom en av hans nära vänner stupade under kriget. Den 27 oktober insjuknade Tolkien i skyttegravsfeber. Febern höll i sig och den 8 november skeppades han tillbaka till England och lades in på fältsjukhus i Birmingham. Tredje veckan i december var han tillräckligt frisk för att få permission att flytta till byn Great Haywood  och fira jul tillsammans med Edith.
Under januari och februari 1917 bodde Tolkien tillsammans med Edith i Great Haywood. Under den tiden började Tolkien arbeta på sitt legendarium. Han började skriva på berättelsen om ”Gondolins fall”, han vävde in sitt fiktiva språk quenya i sitt legendarium och han började under denna tid också utveckla alvspråket sindarin, inspirerat av walesiskans fonologi. Berättelserna i detta legendarium skulle han senare ge samlingsnamnet Silmarillion. År 1977, fyra år efter Tolkiens död, publicerades boken Silmarillion, där dessa berättelser ingår. När Tolkien många år senare tänkte tillbaka på det legendarium han började utveckla under denna tid skrev han följande:
| ”                            | Skratta inte! Men en gång i världen (tuppkammen har för länge sedan slutat växa på mig) hade jag för mig att jag skulle samla legender med mer eller mindre anknytning till varandra. Det skulle vara stora och kosmiska legender och romantiska folksagor, de stora skulle stå på jorden med hjälp av de mindre, och de mindre skulle få glans av sin storslagna bakgrund, och den skulle jag helt sonika förlägga till England, till mitt fosterland. [...] Några av de stora berättelserna skulle jag skriva ut fullt och helt, många andra skulle jag bara skissera. | „ |
| – översättning Disa Törngren | |   |

Resten av 1917 och större delen av 1918 tillbringade Tolkien placerad på olika förläggningar och militärsjukhus. Ett antal gånger var det nära att han skickades tillbaka till kriget, men han insjuknade innan ordern hann verkställas. Den 16 november 1917 föddes hans och Ediths första barn, John Francis Reuel. Under tiden han tillbringade på olika militärsjukhus och förläggningar började han också skriva på berättelsen ”Húrins barn” och sagan om Beren och Lúthien, som båda skulle publiceras i Silmarillion långt senare. Den 11 november 1918 kom det till vapenstillestånd i kriget. Tolkien ansökte om permission, som beviljades. Han, Edith, John och Ediths kusin Jenny Grove flyttade i november 1918 till Oxford.

### Vuxenlivet

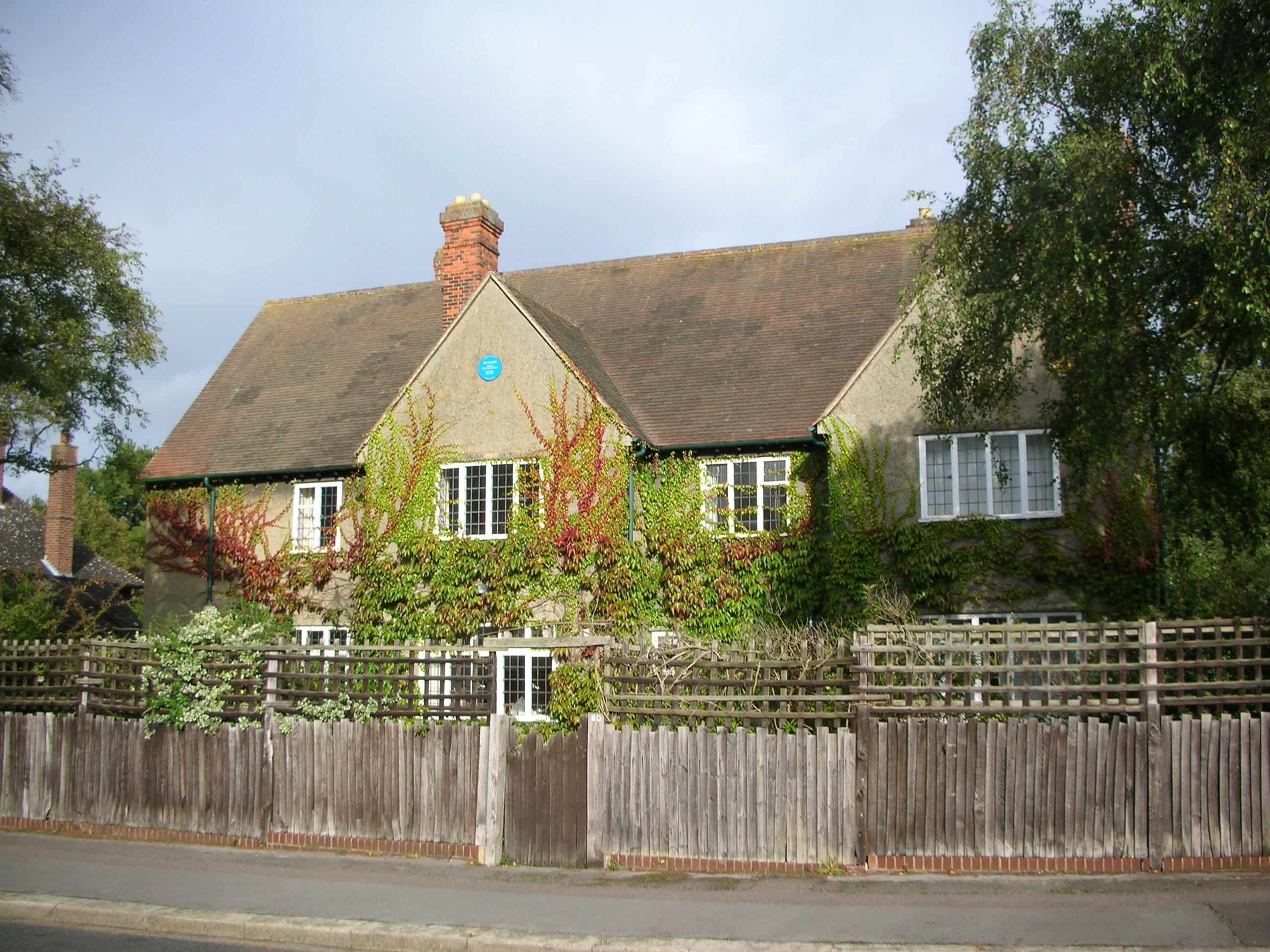
Northmoor Road 20, där familjen Tolkien bodde mellan 1930 och 1947.

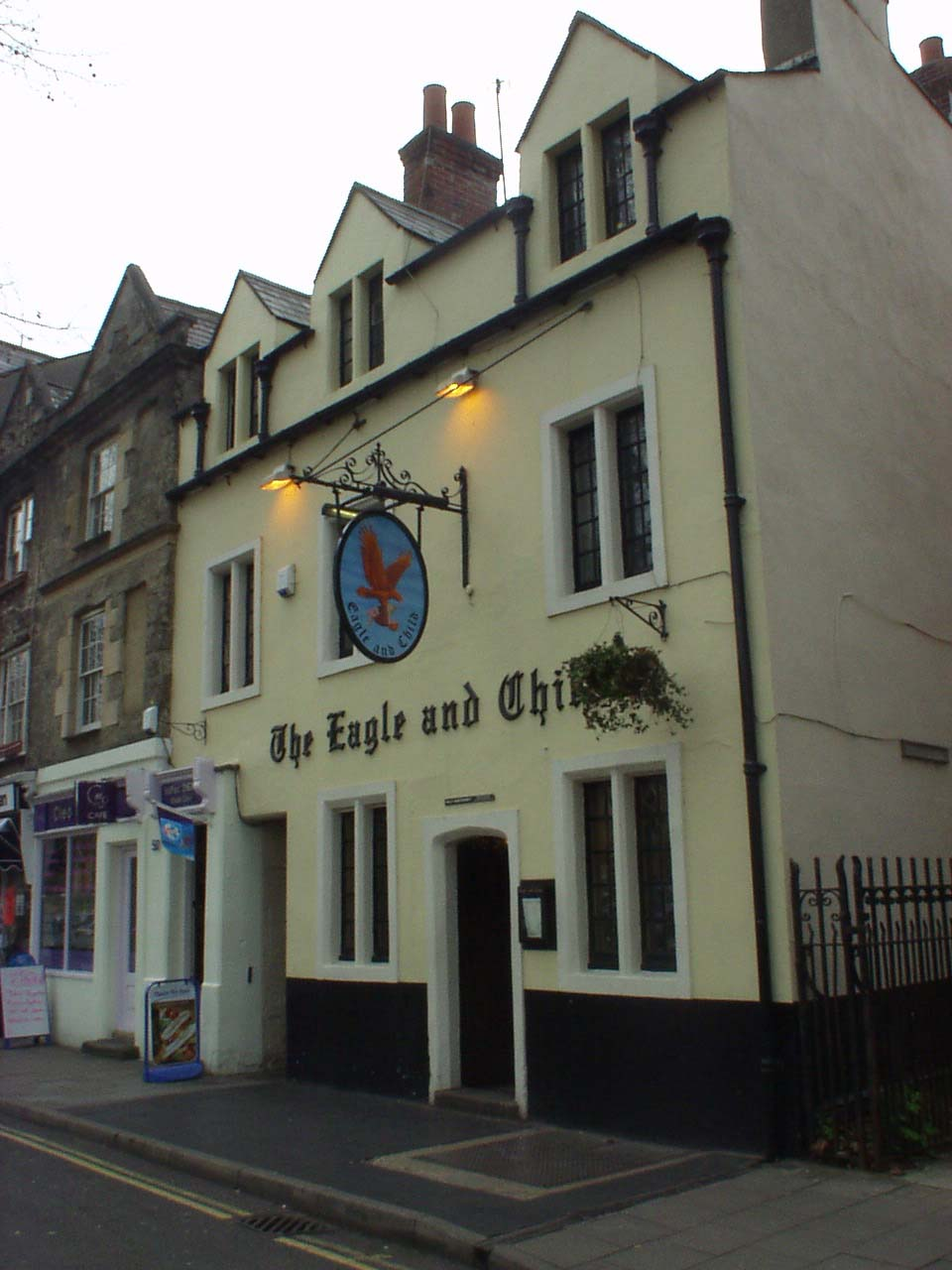
Puben The Eagle and Child i Oxford, även kallad The Bird and the Baby.

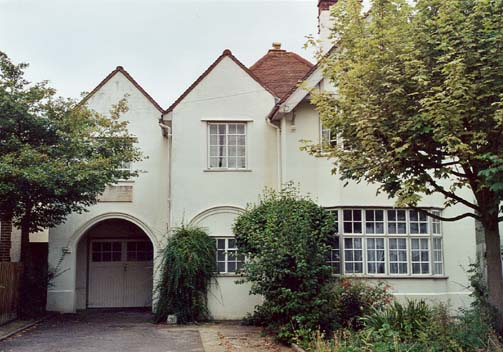
Sandfield Road 76, där Tolkien och Edith bodde mellan 1953 och 1968.

Tolkien fick jobb på redaktionen för ordboken New English Dictionary, där han bland annat utforskade etymologin för orden warm, wasp och water. Han började också undervisa privat. Sommaren 1919 flyttade de in i ett litet hus på Albert Street 1 i Oxford, som de hyrde. Sommaren 1920 sökte Tolkien platsen som reader (ungefär docent) i engelska vid universitetet i Leeds och fick platsen. I oktober 1920 föddes hans och Ediths andra son, Michael Hilary Reuel. Under andra hälften av 1920 bodde Tolkien i ett rum i Leeds i veckorna, och åkte hem till Edith och barnen i Oxford om helgerna. I början av 1921 flyttade familjen till Leeds, där de hyrde ett hus på St Mark's Terrace 11. Under sin första termin i Leeds sökte Tolkien två professurer i engelska: Baines stol i Liverpool och De Beers stol i Kapstaden. Professuren i Liverpool fick han inte. Han blev erbjuden professuren i Kapstaden, men tackade till slut nej. I Leeds mötte Tolkien E.V. Gordon, som han kom att bli vän med. De började att arbeta tillsammans på en ny upplaga av det gamla engelska diktverket Sir Gawain och den gröne riddaren. År 1924 blev Tolkien utnämnd till professor i engelska vid universitetet i Leeds. Han och Edith flyttade till ett hus på Darnley Road 2 i utkanten av Leeds. I november 1924 föddes deras tredje barn, Christopher Reuel. År 1925 blev professuren i anglosaxiska i Oxford ledig. Tolkien sökte platsen och fick den, efter att det varit så jämnt mellan honom och den andra sökanden, Kenneth Sisam, att vicekanslern Joseph Wells varit tvungen att lägga sin utslagsröst för att skilja kandidaterna åt. Fram till 1945 undervisade Tolkien vid Pembroke College i Oxford.
I början av 1926 flyttade familjen Tolkien in i ett hus på Northmoor Road 22 i norra Oxford. År 1929 föddes Tolkien och Ediths fjärde och sista barn, Priscilla Mary Reuel. År 1930 flyttade familjen Tolkien från Northmoor Road 22 till Northmoor Road 20, där de skulle komma att bo ända till 1947. I Oxford träffade Tolkien C.S. Lewis och de kom att bli nära vänner. Tillsammans med bland andra Lewis bror Warren Lewis, läkaren R.E. Harvard, advokaten Owen Barfield och Hugo Dyson brukade de träffas hemma hos Lewis eller på puben The Eagle and Child och dricka öl, läsa upp berättelser och dikter som de skrivit, ge kritik och diskutera allt mellan himmel och jord. Denna vänkrets kom att få det informella namnet The Inklings, ’Inklingarna’. Inför Inklingarna läste Tolkien bland annat upp delar av manuskripten till Bilbo – En hobbits äventyr och Sagan om ringen. Under åren som professor i Oxford arbetade Tolkien vidare på sina fiktiva språk, och på de berättelser och diktverk som tillhörde hans legendarium; bland dessa återfinns bland andra ”The Lay of the Children of Húrin” och ”The Lay of Leithian”, som långt senare kom att publiceras i volymen The Lays of Beleriand. Han skrev också berättelser för att roa sina barn, bland annat Herr Salig, Gillis Bonde från Ham, dikten ”Tom Bombadills äventyr” (som senare publicerades i diktsamlingen med samma namn) och de brev som samlats i volymen Breven från Jultomten. Under denna tid började också legenden om Númenor, som senare skulle bli en del av Tolkiens legendarium, växa fram.
Den 8 mars 1939 höll Tolkien en föreläsning vid St Andrews universitet, som senare publicerades med namnet Om sagor. Under andra världskriget låg Tolkiens son Michael i luftvärnet medan Christopher utbildades till pilot i Sydafrika. Under samma tid studerade John till präst i Rom, och evakuerades senare till Lancashire. Tolkien gick vakt vid lufträder några gånger och hjälpte till med utbildningen av officersaspiranter, och familjen tog ibland emot evakuerade i huset. År 1945 blev Tolkien professor i engelska språket och litteraturen vid Merton College i Oxford. I mars 1947 hade John och Michael flyttat hemifrån och resten av familjen Tolkien flyttade till ett mindre hus på Manor Road 3. På våren 1950 flyttade familjen Tolkien, där nu Priscilla var enda barnet som bodde kvar, till Holywell Street 99, bara några hundra meter från Merton Road. Tolkien irriterade sig på bullret och avgaserna från trafiken vid Holywell Street. I mars 1953 köpte han och Edith ett hus på Sandfield Road 76 i Headington, en förstad till Oxford, dit de flyttade.

#### Litterär framgång
Någon gång i början av 1930-talet började Tolkien att skriva på Bilbo – En hobbits äventyr. Han skrev berättelsen för att roa sig själv och sina barn, men år 1936 fick förlaget Allen & Unwin höra talas om den och ville publicera den. Den 21 september 1937 publicerades boken, som sålde oväntat bra. Tolkien hade till en början antagligen inte tänkt sig att berättelsen skulle ingå i hans legendarium, men ju längre berättelsen fortskred, desto fler element från hans legendariet bakades in i den. I slutet av 1937 började Tolkien skriva på en uppföljare till Bilbo. I det första utkastet till boken skulle den handla om hur Bilbo fått slut på rikedomar och ger sig ut på ett nytt äventyr i jakt på mer drakguld. Tolkien ändrade sig dock flera gånger, och till slut kom boken att handla om hur Bilbos brorson Frodo ger sig ut på äventyr för att förstöra den ring som Bilbo hade funnit under sitt äventyr, och den kom att få namnet Sagan om ringen. Under skrivandet växte boken och blev mycket längre än Bilbo. Skrivandet drog också ut på tiden, då många saker kom emellan. Sagan om ringen stod färdig först på hösten 1949.
Allen & Unwin var positiva till att publicera Sagan om ringen, men med förhoppningen att få både Sagan om ringen och Silmarillion publicerade samtidigt vände sig Tolkien till Collins förlag. Förhandlingarna med Collins förlag rann dock ut i sanden, och i juni 1952 vände sig Tolkien tillbaka till Allen & Unwin. De bestämde sig för att ge ut romanen i tre delar på grund av dess längd. Den första delen, Sagan om ringen, publicerades den 29 juli 1954; den andra delen, Sagan om de två tornen, publicerades den 11 november 1954; och den tredje delen, Sagan om konungens återkomst, publicerades den 20 oktober 1955. Romanen mottog både hyllningar och skarp kritik, och den sålde mycket bättre än Tolkien och förlaget väntat sig. Tolkien mottog flera brev från entusiastiska beundrare som ville veta mer om Tolkiens värld. Intresset för boken spred sig över hela världen, och folk ville göra film om den. Under 1960-talet blev Sagan om ringen något av en kultbok bland amerikanska studerande. I slutet av 1968 hade ungefär tre miljoner exemplar sålts runt om i världen.

### Pension

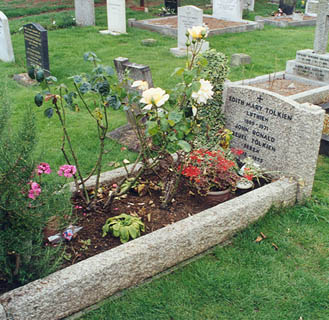
Edith och J.R.R. Tolkiens grav på Wolvercote Cemetery. Observera namnen Beren och Luthien på gravstenen; så hette ett berömt kärlekspar i Tolkiens sagovärld.

Tolkien gick i pension sommaren 1959, vid 67 års ålder. Inkomsterna från försäljningen av Sagan om ringen gjorde att han inte behövde bekymra sig för pengar, utan till och med hade råd med utgifter han inte kunnat unna sig förut. Han utnämndes till hedersledamot vid Exeter College och emeritusledamot vid Merton år 1963. Han arbetade vidare på Silmarillion, som han ville färdigställa för publicering, och roade sig med att lägga patienser. Sysslolösheten och bristen på umgänge som pensionär gjorde honom ofta nedstämd. Ur hans missnöje med att bli gammal växte berättelsen Sagan om smeden och stjärnan fram år 1965.
År 1968 flyttade Tolkien och Edith till Lakeside Road 19 i kuststaden Bournemouth, där Edith trivdes väldigt bra. I november 1971 insjuknade Edith med en inflammation i gallblåsan, och den 20 november avled hon, vid 82 års ålder. I mars 1972 flyttade Tolkien till Merton Street 21 i Oxford, där han bodde som honorary fellow vid Merton College. I juni samma år utnämndes han till hedersdoktor i litteratur vid universitetet i Oxford för sina bidrag till filologin, och på våren påföljande år tilldelades han Brittiska imperieorden. Natten till den 29 augusti 1973 drabbades han av akut blödande magsår och fördes till sjukhus. Han avled i Bournemouth den 2 september 1973, 81 år gammal.
Tolkien begravdes tillsammans med Edith på Wolvercote Cemetery i norra Oxford.

## Åsikter

### Religion
Tolkien var troende och aktiv romersk katolik. Han gick regelbundet i kyrkan, och när han inte biktat sig tillät han sig inte ta emot kommunionen. Tolkiens biograf Humphrey Carpenter menar att katolicismen för honom var nära förknippad med hans mor och hennes död. När modern dog fick religionen inta den plats i hans själsliv som hon haft. Den tidiga förlusten av modern, menar Carpenter, gjorde Tolkien till en stundom pessimistisk person. Han var aldrig måttfull i sina känslor, och kunde växla från den mörkaste sinnesstämning till ett strålande humör på fem minuter. I flera brev till sonen Michael ger Tolkien uttryck för åsikten att den förföljelse från släktingar och samhälle som hans mor fick utstå vid hennes konversion till katolicismen bidrog till hennes förtida död. I ett brev till sonen Christopher 1944, som då utbildades till pilot i Brittiska flygvapnet, skriver han att han ber regelbundet, och uppmanar sonen att göra detsamma, eftersom han menar att den katolska bönen är en källa till glädje och tröst.
För att den katolska kyrkan skulle välsigna Tolkien och Ediths äktenskap krävdes att Edith, som tillhörde engelska kyrkan, skulle konvertera till katolicismen. Till en början var Edith tveksam, och hon föreslog att de skulle vänta med det hela tills de hade offentliggjort sin förlovning eller bestämt bröllopet. Tolkien reagerade starkt på detta; han ville att hon skulle konvertera med detsamma, och kallade den engelska kyrkan för ”ett patetiskt och skugglikt sammelsurium av halvt ihågkomna traditioner och förvanskade trosföreställningar”. Edith konverterade motvilligt 1913, vilket ledde till att ”farbror Jessop”, som hon bodde hos och som ogillade katolicismen, bad henne att flytta. I många år framöver var religionen en källa till konflikt mellan de två. När familjen 1925 flyttade till Oxford ville hon inte att han skulle ta med sig barnen till kyrkan, och hon ogillade hans stränga krav på regelbunden bikt. Efter ett vredesutbrott 1940 svalnade emellertid konflikten av, och Edith förklarade hur hon kände. Under återstoden av sitt liv visade Edith ingen motvilja mot katolicismen, och hon deltog aktivt i församlingsarbetet.
När Tolkien i slutet av 1920-talet lärde känna C.S. Lewis var denne inte kristen, och de hade många religiösa diskussioner där Tolkien försökte omvända sin vän. När Lewis väl konverterade till kristendomen blev han dock inte katolik utan gick med i engelska statskyrkan, vilket grämde Tolkien Tolkiens sonson Simon Tolkien minns hur Tolkien ogillade förändringarna av den katolska mässan som genomfördes i det andra vatikankonciliet:
| ” | Jag minns tydligt när jag gick i kyrkan med honom i Bournemouth. Han var hängiven romersk katolik och det var snart efter att kyrkan hade ändrat liturgin från latin till engelska. Min farfar tyckte uppenbarligen inte om denna förändring, utan läste församlingens svar väldigt högt på latin medan resten av församlingen svarade på engelska. Jag tyckte att det hela var rätt olidligt, men min farfar tog ingen hänsyn till detta. Han måste helt enkelt göra det han trodde var rätt. | „ |

I ett brev från den 2 december 1953 skriver Tolkien att Sagan om ringen är ett religiöst och katolskt verk. Till en början var det omedvetet, med vid revisionen av boken blev det medvetet. Av denna anledning finns inga beskrivningar av religionsutövning i boken: religionen finns i berättelsen själv och i dess symbolik. En recensent såg alvernas bön till Elbereth och Frodo och Sams beskrivningar av Galadriel som anspelningar på katolikers helgonvördnad av Jungfru Maria[källa behövs] medan en annan recensent menade att alvernas vägbröd lembas var en referens till katolicismens viaticum[källa behövs].

## Författarskap
Tolkien har gjort sig ett namn som en av de största inom fantasy-genren och han var den som mer eller mindre grundade den i dess moderna form. Kännetecknande för hans verk är dess detaljrikedom och den ibland närmast ogreppbara blandningen av folkslag, språk och kulturer.
Angående skapandet och publiceringen av böckerna om Härskarringen och dess värld har Tolkien förklarat att han velat ge sin brittiska hemkultur en egen mytologi. I dag finns en mängd Tolkiensällskap runt om i världen, och hans böcker har även inspirerat till såväl olika rollspel som andra böcker i hans anda. Tolkien själv tyckte dock aldrig om denna berömmelse, som började spridas redan under hans egen livstid, utan kallade den en "beklaglig kult av honom själv".
När The New York Times stora litteraturbilaga (NYT literary supplement) år 2000 anordnade en läsaromröstning om de senaste tusen årens bästa böcker vanns omröstningen av Sagan om ringen-trilogin. Som reaktion på detta menade dock litteraturkritiker och andra intellektuella att Tolkiens verk rent kvalitetsmässigt inte håller måttet.

### Nobelpriskandidat
Tolkien nominerades 1961 till Nobelpriset i litteratur av sin gode vän C.S. Lewis som i kraft av sin professur hade rätt att föreslå kandidater. Nomineringen avfärdades dock i Akademiens protokoll med orden ”resultatet har dock icke i något avseende blivit diktning av högsta klass”. Han blev även nominerad vid två senare tillfällen, 1967 av den svenska filologen Gösta Holm och 1969 av den brittiska grekiskprofessorn Richard Ernest Wycherly.

## Tolkiens värld
Många fantasyböcker och rollspel har en historia som är skarpt inspirerad av eller baserad på J.R.R. Tolkiens böcker och fantasyvärld. Bland rollspelen märks bland andra Dungeons & Dragons, Neverwinter Nights och Baldur's Gate, med flera. Bland de mer kända av Tolkiens rollfigurer är orcherna, som enligt Tolkiens historier i grunden är alver som drastiskt har ändrats genom tortyr och inavel, och blivit ett eget folkslag. Detta folkslag har dock i många fantasykretsar förvanskats till en storvuxen, grön humanoid med fula tänder. Denna förvanskning utgör numera en vanlig ras i olika rollspel, främst de där handlingen är förlagd till medeltidsinspirerade fantasyvärldar.

## Eftermäle
Asteroiden 2675 Tolkien är uppkallad efter honom.